# Vancouver Vanguards
Die Vancouver Vanguards waren ein kanadisches Eishockeyfranchise der Pacific Coast Hockey League in Vancouver, British Columbia.  

## Geschichte
Die Vancouver Vanguards wurden zur Saison 1944/45 als Franchise der Pacific Coast Hockey League gegründet. In ihrer einzigen Spielzeit belegten sie den vierten und somit letzten Platz der North Division und erreichten in 25 Spielen 17 Punkte. Nach nur einem Jahr stellten die Vanguards 1945 den Spielbetrieb wieder ein. Die Lücke, die sie in der Stadt hinterließen, wurde von den Vancouver Canucks gefüllt, die heutzutage in der National Hockey League spielen. 

## Saisonstatistik
Abkürzungen: GP = Spiele, W = Siege, L = Niederlagen, T = Unentschieden, OTL = Niederlagen nach Overtime SOL = Niederlagen nach Shootout, Pts = Punkte, GF = Erzielte Tore, GA = Gegentore, PIM = Strafminuten
| Saison  | GP | W | L  | T | OTL | SOL | Pts | GF  | GA  | Platz     | Playoffs |
| 1944/45 | 25 | 8 | 16 | 1 | —   | —   | 17  | 107 | 169 | 4., North |          |